# Terpios aploos
Terpios aploos är en svampdjursart som beskrevs av de Laubenfels 1954. Terpios aploos ingår i släktet Terpios och familjen Suberitidae. Inga underarter finns listade i Catalogue of Life.